# Abu Nasr Saʿd
Abu Nasr Saʿd, mit vollem Namen Abu Nasr Saʿd ibn Ali ibn Yusuf / أبو نصر سعد بن علي بن يوسف (* 1398 oder 1399 in Granada; † 1465 in Almería) war von 1454/55 bis 1464 (mit einer kurzen Unterbrechung im Jahr 1462) Emir von Granada.
Saʿd, ein Enkel Yusufs II., bestieg nach dem Sturz von Muhammad XI. (1453–1454) mit Hilfe der Abencerragen und Kastiliens den Thron von Granada. Seine Regierung war durch den 1458 ausgebrochenen Krieg mit Kastilien geprägt. Dieser führte zu schweren Verwüstungen des Landes. Durch die dadurch verstärkte Flucht der Landbevölkerung in die Städte begann der Niedergang der Wirtschaft. Dies hatte gravierende Folgen für die Finanzkraft der Nasriden und ihre Möglichkeiten der Kriegsführung gegen Kastilien. Noch unter Saʿd wurden Medina-Sidonia und Gibraltar (1462) von den Kastiliern erobert, womit die Nasriden ihre letzten Stützpunkte an der Straße von Gibraltar verloren.
Als Saʿd 1462 nach dem Abschluss eines Waffenstillstandes mit Kastilien gegen die Abencerragen vorging, erhoben diese Yusuf V. erneut zum Emir. Dieser konnte zwar Málaga und kurzzeitig auch Granada besetzen, sich aber nicht endgültig gegen Saʿd behaupten. Dieser wurde 1464 von seinem eigenen Sohn Abu l-Hasan Ali (1464–1482) zur Abdankung gezwungen, da er das Land nicht mehr erfolgreich gegen Kastilien verteidigen konnte. Ein weiterer Sohn Saʿds, Muhammad XIII. „El Zagal“, war in der Endphase des Nasridenreichs ebenfalls kurzzeitig Emir von Granada.